# Línia pura
En genètica i Millora Genètica de plantes es denomina línia pura a un individu, o al grup d'individus que descendeixen d'ell per autofecundació, que és homozigòtic per a tots els caràcters. En altres paraules, és un llinatge que manté constants els seus caràcters a través de les generacions de reproducció sexual, ja sigui per autofecundació o per fecundació creuada amb altres plantes de la mateixa línia.